# Santa Cruz de La Palma
Santa Cruz de La Palma este un oraș, capitala insulei canare La Palma. Arhipelagul Canarelor ține de Spania.